# ستيف راينهارد
ستيف راينهارد (بالإنجليزية: Steve Reinhard)‏ هو سياسي أمريكي، ولد في 12 سبتمبر 1967 في بوسايروس في الولايات المتحدة. حزبياً، نشط في الحزب الجمهوري. وقد انتخب عضو مجلس نواب أوهايو.